# Epifani de Fortuny i Salazar
Epifani de Fortuny i Salazar   (Barcelona, 1898 - 1 de juliol de 1989) fou un arqueòleg i enginyer agrari català, baró d'Esponellà.

## Biografia
Fill de Carles de Fortuny i de Miralles (1872-1931) i de María de la Asunción de Salazar y Ribó (1876-1943), va heretar el títol del seu pare.
Va estudiar a l'Escola Superior de la Mancomunitat de Catalunya, on es va treure el títol d'enginyer agrícola, que va convalidar amb titulació estatal en 1920. Durant els anys 1920 havia estat directiu del Futbol Club Barcelona. El 1930 fou nomenat president de Foment Nacional d'Horticultura i en 1940 de l'institut Agrícola Català de Sant Isidre, que havia fundat el seu pare. El juliol de 1944, l'alcalde de Barcelona Miquel Mateu i Pla el nomenà tinent d'alcalde del consistori barceloní i encarregat de la secció esportiva. Durant la seva etapa a l'ajuntament, va promoure la primera delegació d´esports municipal a tot l'estat español l'any 1948. Aprofità el càrrec també, per impulsar cursos de natació a la piscina de Montjuïc, amb el suport del Club Natació Montjuïc, i va impulsar la celebració a Barcelona dels Jocs del Mediterrani de 1955. Tanmateix, el 1951 fou destituït del càrrec arran la vaga de tramvies de 1951.
Interessat per l'arquitectura, fou membre de l'Acadèmia de Belles Arts de Sant Jordi i fou responsable de la secció d'arqueologia del diari La Vanguardia. El 1946 fou nomenat comissari Provincial d'Excavacions Arqueològiques de la Diputació de Barcelona i promogué les excavacions de restes ibèriques a la muntanya de Montjuïc dirigides per Josep de Calassanç Serra i Ràfols, qui serà nomenat en 1950 comissari local d'excavacions a Barcelona.
També va excavar una vila romana a la seva finca de can Sent-romà, a Tiana.</ref> Des del 1953 també va fer freqüents visites a Eivissa, on va fer amistat amb Isidor Macabich i Llobet, i durant els anys 1965 i 1967 va col·laborar en les excavacions a la cova des Culleram, on s'hi trobaren restes púniques.
Fou candidat al Senat d'Espanya a les eleccions generals espanyoles de 1977 dins les llistes de la Lliga de Catalunya-Partit Liberal Català, però només va obtenir 29.106 vots i no fou escollit.

## Obres
- Excavaciones en Santa María de Egara, amb J.C. Serra (Madrid, 1938).[9]